# Nordkoreanische Botschaft in Berlin

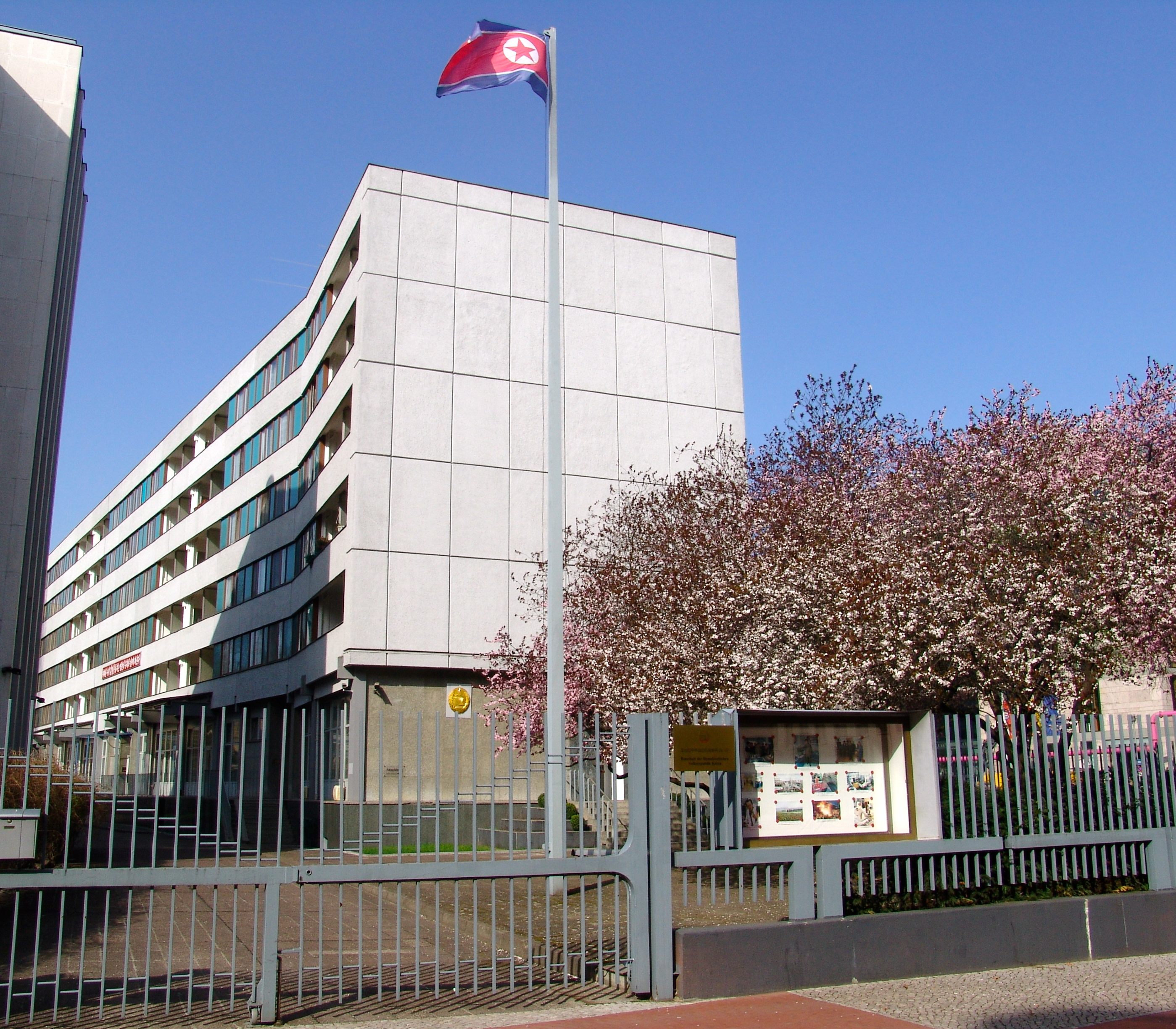
Nordkoreanische Botschaft in Berlin, 2011

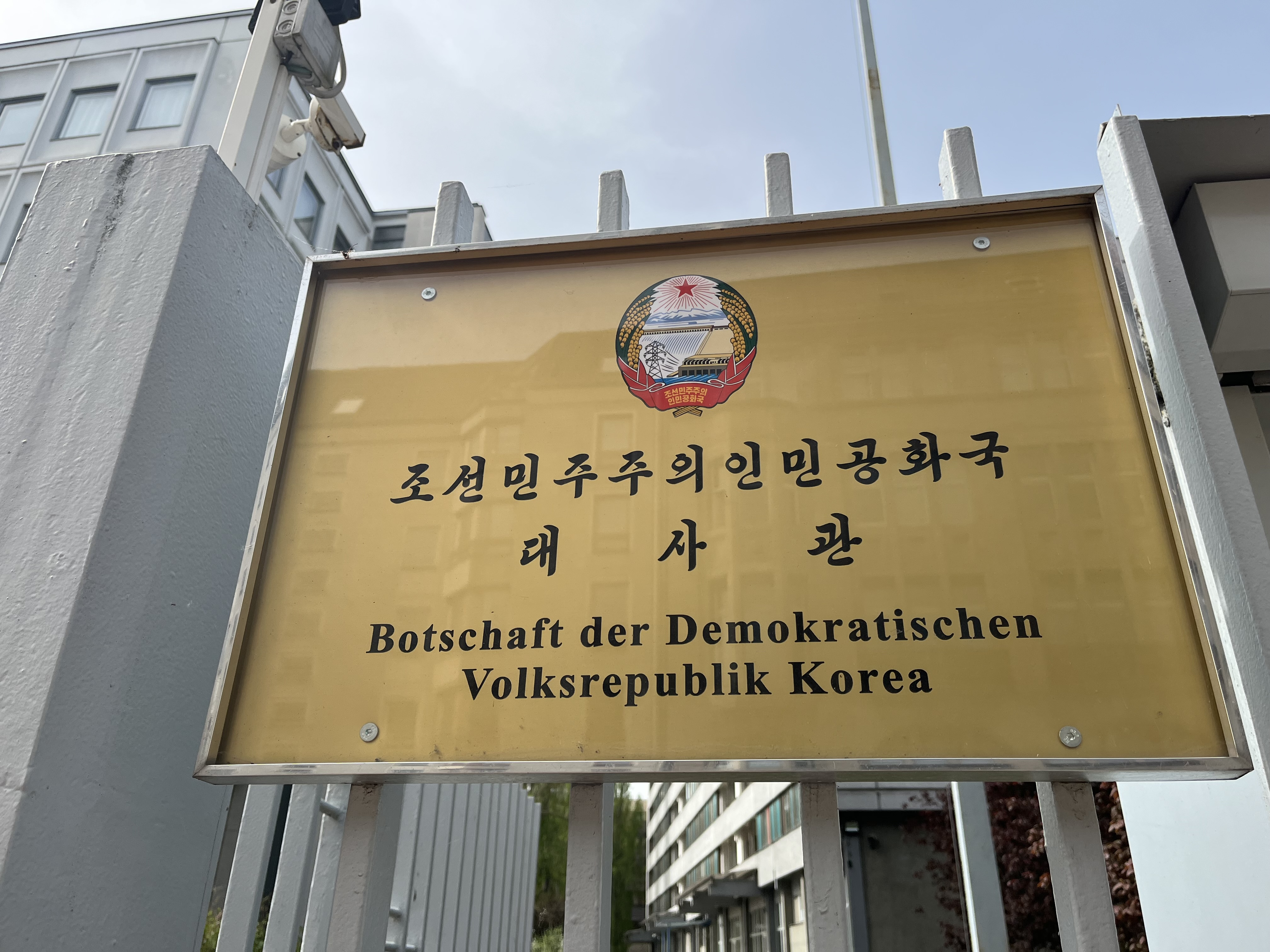
Emblem der Botschaft

Die nordkoreanische Botschaft in Berlin ist der Hauptsitz der diplomatischen Vertretung der Demokratischen Volksrepublik Korea in Deutschland. Sie befindet sich in der Glinkastraße 5–7 im Ortsteil Mitte des gleichnamigen Bezirks.

## Lage
Auf dem heutigen Botschaftsgelände stand bis zur Zerstörung im Zweiten Weltkrieg das Hotel Kaiserhof. Das Ruinengrundstück wurde Ende der 1940er Jahre enttrümmert und die Fläche eingeebnet. 1972–1974 ließ hier die Koreanische Volksdemokratische Republik ihre Botschaft bauen. Vor dem Gebäude zur Glinkastraße schließt das Botschaftsgelände ein Stück des ehemaligen Standortes der ebenfalls im Krieg zerstörten Dreifaltigkeitskirche ein, deren Grundriss, soweit außerhalb des Botschaftsgrundstücks gelegen, im Pflaster davor durch farbige Steine angedeutet ist. Außerdem umfasst das Botschaftsgelände ein Stück der Trasse der Mauerstraße, deren Verlauf hier unterbrochen ist.

## Geschichte

### DDR
Die DDR nahm am 7. November 1949 diplomatische Beziehungen zur Koreanischen Volksdemokratischen Republik auf. Botschafter wurden erst 1954 nach Ende des Koreakrieges ausgetauscht. Die Botschaft der KVDR befand sich zunächst in der Gundelfinger Straße 38 in Berlin-Karlshorst, ab 1958 in der Dorotheastraße 4 im gleichen Ortsteil. 1975 wechselte sie in das neu erbaute Gebäude in der Glinkastraße 5/7 in Berlin-Mitte.
In dem Gebäude war neben der Botschaft auch die koreanische Handelsvertretung untergebracht. Ursprünglich arbeiteten dort mehr als 100 Mitarbeiter, nach der Wende 1989 reduzierte sich die Zahl auf ungefähr 10.

### Bundesrepublik
Mit der „alten“ Bundesrepublik bestanden bis 1990 keine diplomatischen Beziehungen. Nach der deutschen Wiedervereinigung im Jahr 1990 wurde die Botschaft geschlossen und in ein Büro für den Schutz der Interessen der Demokratischen Volksrepublik Korea umgewandelt; als Schutzmacht agierte die Volksrepublik China. Zugleich wurde die bisherige Botschaft der DDR in Pjöngjang in eine Interessenvertretung der Bundesrepublik Deutschland umgewandelt; als Schutzmacht agierte das Königreich Schweden.
Am 1. März 2001 nahmen Nordkorea und die Bundesrepublik Deutschland diplomatische Beziehungen auf. Allerdings haben bislang keine Besuche von deutschen Regierungsdelegationen auf Ministerebene in Nordkorea stattgefunden. Es existieren keine Abkommen über eine finanzielle, wirtschaftliche, wissenschaftliche oder technologische Zusammenarbeit. Im Oktober 2002 wurden ein Luftverkehrsabkommen und ein Investitionsförderungs- und Schutzvertrag paraphiert, dessen Unterzeichnung ausgesetzt ist.

## Gebäude
Das 1972–1974 errichtete Botschaftsensemble besteht aus zwei Baukörpern. Entlang der Glinkastraße erstreckt sich das Hauptgebäude mit einem einstöckigen Anbau auf der Rückseite. Es diente ursprünglich Empfangs- und Repräsentationszwecken und wird von der Botschaft an verschiedene Einrichtungen verpachtet. Der größte Nutzer war bis 2020 ein Hostel.
Das Wohngebäude entlang der Mohrenstraße entstand nach einem Entwurf von Siegfried Wagner, Ingrid Ria Krämer und Hubert Matthes. Es dient seit den 2000er Jahren als Botschaft, Residenz des Botschafters und für Mitarbeiterwohnungen. Das Gebäude steht auf einem Natursteinsockel, der von drei Treppenanlagen durchbrochen wird. Auffallend sind die türkisfarbigen Abschnitte zwischen den Fensterbereichen mit ihren hölzernen Einfassungen.

## Botschafter
In der DDR
- 1954–1957: Pak Kil-jon
- 1957–1961: Pak Ir Jen
- 1961–1966: Kwon Jeng Tae
- 1966–1969: Ro Su Ek
- 1969–1977: Ri Dzang Su
- 1977–1979: Kim Guk Hun
- 1980–1985: Pak Hion Bo
- 1985–1990: Pak Jong Chan

In der Bundesrepublik
- 2006–2011: Hong Chang Il[10]
- 2011–2017: Ri Si Hong[11]
- 2017–?: Pak Nam Yong[12]

## Konflikte

### Steuerhinterziehung und Verstoß gegen UN-Sanktionen

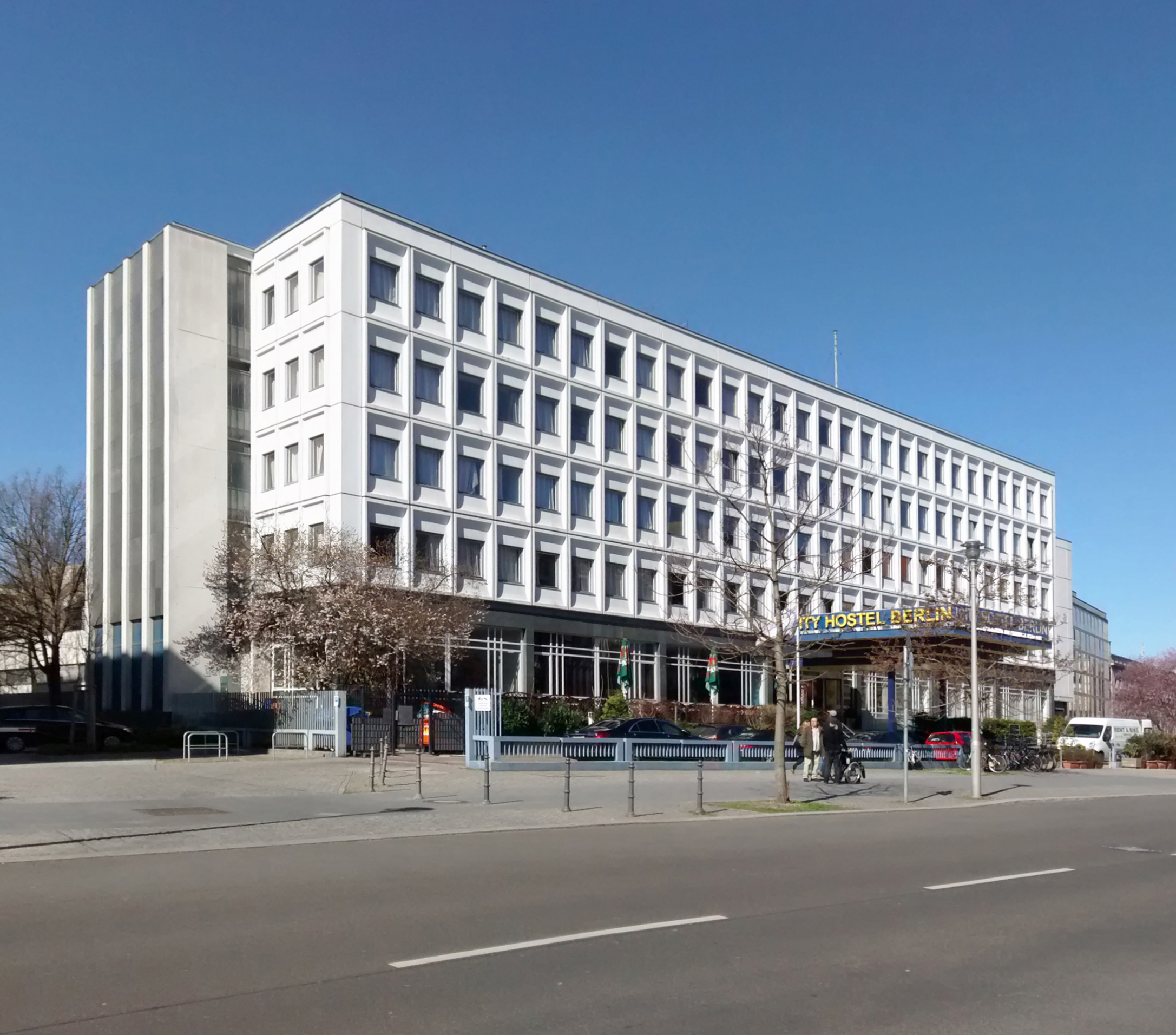
Zeitweise als Hostel genutztes Gebäude an der Glinkastraße (2009)

Das seit mindestens 2004 von Nordkorea auf seinem Botschaftsgelände verpachtete Hostel generierte zuletzt monatliche Mieteinnahmen von 40.000 Euro; das Kongresszentrum nicht eingerechnet. Aufgrund verschärfter Sanktionen der Vereinten Nationen als Reaktion auf das nordkoreanische Kernwaffenprogramm sollte es von der Bundesregierung geschlossen werden, um Nordkorea keine finanziellen Einnahmen auf diesem Wege zu ermöglichen. Steuern zahlte die Botschaft nicht und schuldet nun dem deutschen Fiskus um die 10 Millionen Euro. Nachdem die Bundesregierung mit einem Strafverfahren gedroht hatte, wurde eine Steuernachzahlung in Raten vereinbart: monatlich werden 7.000 Euro abgeführt.
Das Hostel war an einen Betreiber vermietet, der dafür eine monatliche Kaltmiete von 38.000 Euro an die Nordkoreaner überwies. 2018 untersagte ein Berliner Bezirksgericht den Betrieb der Unterkunft, da diese gegen das durch UN-Resolution 2321 beschlossene Verbot von Immobiliengeschäften mit Nordkorea verstoße. Im Februar 2020 ordnete das Bezirksamt Berlin-Mitte die umgehende Schließung des Hostels an. Das Hostel stellte seinen Betrieb ein und kam damit der Zwangsschließung zuvor.

### Mögliche Umgehung von Importsanktionen
Die ARD berichtete im Februar 2018, dass u. a. der Verfassungsschutz davon ausgeht, dass die Berliner Botschaft auch genutzt wird, um Teile für die Konstruktion von Militärraketen zu beschaffen (u. a. Dual-Use-Güter).

### Mahnwache
Seit September 2009 findet eine wöchentliche einstündige Mahnwache vor dem Botschaftsgelände statt, welche die Menschenrechtssituation in Nordkorea kritisiert. Sie ist christlich motiviert und fordert unter anderem die Abschaffung der Internierungs- und Umerziehungslager für politische Gefangene und Kriminelle sowie der nordkoreanischen Christenverfolgung.